# К-9 III: Частные детективы
«К-9 III: Ча́стные детекти́вы» (англ. K-9: P.I.) — комедия, повествующая о детективе полиции и о его псе-напарнике. Был выпущен сразу на видео 30 июля 2002 г. Приквелы фильма были созданы в 1989 году под названием К-9 и в 1999 — К-911.
Слоган: «Они вернулись, чтобы очистить улицы …Всего лишь одно преступление».

## Сюжет
Когда Майкл Дули уходит из полиции, он вместе с Джерри Ли случайно вовлекается в вооруженный разбой в высокотехнологичной компьютерной лаборатории. Взломщики украли ценные микрочипы. Из-за присутствия Майкла Дули на месте преступления, ФБР считает его подозреваемым и замораживает пенсию. Чтобы собрать немного денег, Дули решает вязать Джерри Ли с другими собаками и открыть частное детективное агентство.

## В ролях
- Джеймс Белуши — Майкл Дули
- Гари Басараба — Пит Тиммонс
- Ким Хаффман — Лора Филдс
- Джоди Расикот — Морис
- Кристофер Шайер — Чарльз Тайер
- Барбара Тайсон — Кэтрин
- Блу Манкума — капитан Томас
- Дункан Фрайзер — Фрэнки
- Джейсон Шомбинг — Карлос Куэста
- Кевин Дюранд — агент Вернер
- Мэттью Беннетт — агент Генри
- Джей Бразо — доктор Тилли
- Сара Картер — Бэйби
- Терри Чен — Сато
- Дин Чоу — вор
- Майкл Эклунд — Билли Кокран
- Дж. Майкл Грэй — Джанки
- Элли Харви — Джеки Вон Джарвис
- Ди Джей Джексон — чистильщик бассейна
- Дэвид Льюис — Джек Вон Джарвис
- Анджела Мур — Энджи
- Натасия Мальте — танцовщица
- Кинг — Джерри Ли

## Мировые премьеры
- 2002 — Финляндия
- 30 июля 2002 — США
- 22 января 2003 — Венгрия
- 19 февраля 2003 — Норвегия
- 27 ноября 2003 — Япония
- 28 июля 2003 — Великобритания